# 로이 쿠퍼
로이 쿠퍼(Roy Asberry Cooper, 1957년 6월 13일 ~ )은 미국의 정치인으로 제75대 노스캐롤라이나주 주지사이다.

## 학력
- 노스캐롤라이나 대학교 채플힐 학사
- 노스캐롤라이나 대학교 채플힐 박사

## 경력
- 1987.01 ~ 1991.02 제138·139·140대 노스캐롤라이나주 제72선거구 하원의원
- 1991.02 ~ 2001.01 제140·141·142·143·144대 노스캐롤라이나주 제28선거구 상원의원
- 1997.07 ~ 2001.01 노스캐롤라이나주 상원 원내대표
- 2001.01 ~ 2017.01 제50대 노스캐롤라이나주 법무장관
- 2017.01 ~ 2025.01 제75대 노스캐롤라이나 주지사

## 역대 선거 결과
| 선거명      | 직책명                           | 대수  | 정당   | 득표율  | 득표수      | 결과 | 당락                           |
| ----------- | -------------------------------- | ----- | ------ | ------- | ----------- | ---- | ------------------------------ |
| 1992년 선거 | 상원의원 (노스캐롤라이나 제10부) | 141대 | 민주당 | 57.94%  | 28,233표    | 1위  | 노스캐롤라이나 주의원 당선     |
| 1994년 선거 | 상원의원 (노스캐롤라이나 제10부) | 142대 | 민주당 | 100.00% | 20,003표    | 1위  | 노스캐롤라이나 주의원 당선     |
| 1996년 선거 | 상원의원 (노스캐롤라이나 제10부) | 143대 | 민주당 | 61.37%  | 28,771표    | 1위  | 노스캐롤라이나 주의원 당선     |
| 1998년 선거 | 상원의원 (노스캐롤라이나 제10부) | 144대 | 민주당 | 100.00% | 27,690표    | 1위  | 노스캐롤라이나 주의원 당선     |
| 2000년 선거 | 노스캐롤라이나 법무장관          | 50대  | 민주당 | 51.21%  | 1,446,793표 | 1위  | 노스캐롤라이나주 법무장관 당선 |
| 2004년 선거 | 노스캐롤라이나 법무장관          | 50대  | 민주당 | 55.61%  | 1,872,097표 | 1위  | 노스캐롤라이나주 법무장관 당선 |
| 2008년 선거 | 노스캐롤라이나 법무장관          | 50대  | 민주당 | 61.10%  | 2,538,178표 | 1위  | 노스캐롤라이나주 법무장관 당선 |
| 2012년 선거 | 노스캐롤라이나 법무장관          | 50대  | 민주당 | 100.00% | 2,828,941표 | 1위  | 노스캐롤라이나주 법무장관 당선 |
| 2016년 선거 | 노스캐롤라이나 주지사            | 56대  | 민주당 | 49.02%  | 2,309,157표 | 1위  | 노스캐롤라이나 주지사 당선     |
| 2020년 선거 | 노스캐롤라이나 주지사            | 75대  | 민주당 | 51.52%  | 2,834,790표 | 1위  | 노스캐롤라이나 주지사 당선     |

## 참고 자료
- 공식블로그
- 로이 쿠퍼 - X
- 로이 쿠퍼 - 페이스북
- 로이 쿠퍼 - 인스타그램

| 전임 알렌 바비 | 제138·139·140대 하원의원 (노스캐롤라이나 제72선거구) 1987년 1월 1일 ~ 1991년 2월 21일 | 후임 에드워드 맥기 |

| 전임 짐 에젤 | 제140·141·142·143·144대 상원의원 (노스캐롤라이나 제28부) 1991년 2월 21일 ~ 2001년 1월 1일 | 후임 A. B. 스윈델 |

| 전임 마이크 이즐리 | 제50대 노스캐롤라이나 법무장관 2001년 1월 6일 ~ 2017년 1월 1일 | 후임 조시 스타인 |

| 전임 팻 맥코리 | 제75대 노스캐롤라이나 주지사 2017년 1월 1일 ~ 2025년 1월 1일 | 후임 조시 스타인 |

| 전임 미셸 루한 그리셤 | 민주당 주지사 연합 의장 2021년 ~ 2022년 | 후임 필 머피 |